# کاندانگاما
کاندانگاما (به لاتین: Kandangama) یک منطقهٔ مسکونی در سری‌لانکا است که در استان مرکزی (سری‌لانکا) واقع شده‌است.